# Médaille Janssen
Ne doit pas être confondu avec Prix Jules-Janssen.
Pour les articles homonymes, voir Janssen.

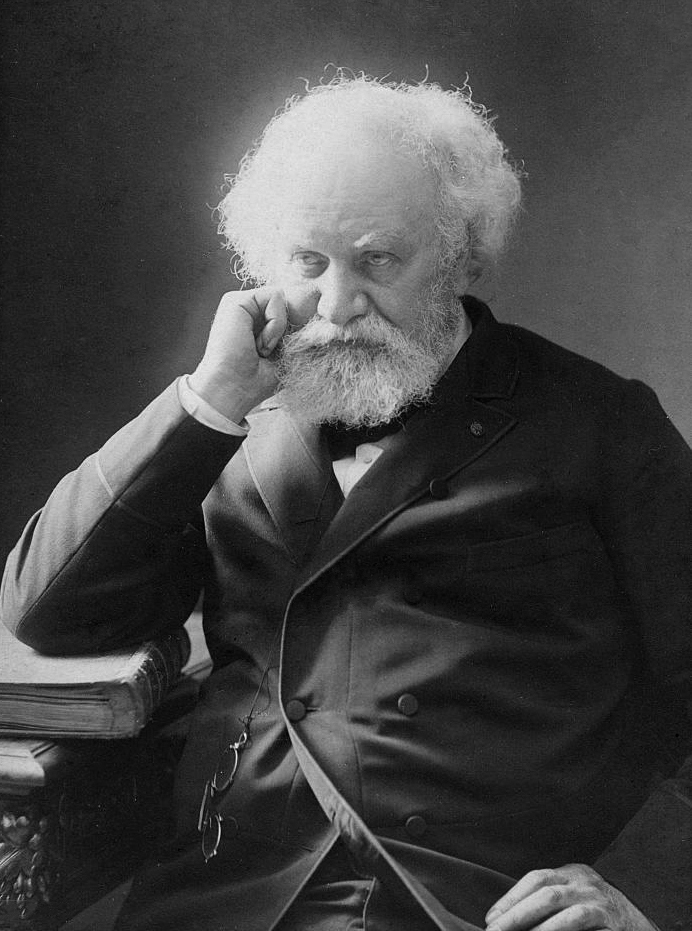
Pierre Jules César Janssen (22 February 1824 – 23 December 1907) photographié vers 1895.

La médaille Janssen est une récompense décernée par l'Académie des sciences française à la personne qui aura contribué par ses travaux ou ses découvertes au progrès de l'astrophysique.

## Historique
La récompense fut établie en 1886, bien que la première médaille ne fut décernée que l'année suivante. La commission chargée de choisir le premier récipiendaire avait retenu le physicien allemand Gustav Kirchhoff pour ses travaux en spectroscopie. Cependant, Kirchhoff décéda le 17 octobre 1887 à l'âge de 63 ans, quelques mois avant que la récompense ne soit décernée. Plutôt que de choisir un nouveau récipiendaire, la commission annonça à la session du 26 décembre 1887 de l'Académie que la médaille inaugurale serait placée sur sa tombe, en « suprême honneur de la mémoire de ce grand maître de Heidelberg ».
La récompense devait être bisannuelle, mais fut attribuée en 1888 et à nouveau en 1889. Une phrase des Comptes rendus de l'Académie des sciences de l'année 1989 précisa que la récompense serait attribuée annuellement les sept premières années, puis tous les deux ans à partir de 1894.
Cette récompense est distincte du prix Jules-Janssen (créé en 1897), un prix annuel décerné par la Société astronomique de France (SAF). Les deux récompenses sont nommées d'après l'astronome français Jules Janssen (1824–1907). Janssen fonda la récompense académique, et fut membre de la commission inaugurale.

## Lauréats
- 1887 - Gustav Kirchhoff[4] (à titre posthume)
- 1888 - William Huggins[4],[5]
- 1889 - Norman Lockyer[4]
- 1890 - Charles Augustus Young[4],[6]
- 1891 - Georges Rayet[4]
- 1892 - Pietro Tacchini[4],[7]
- 1893 - Samuel Pierpont Langley[8]
- 1894 - George Ellery Hale[4]
- 1896 - Henri Deslandres[4]
- 1898 - Aristarkh Belopolsky[4]
- 1900 - Edward Emerson Barnard[4]
- 1902 - Aymar de la Baume Pluvinel[4]
- 1904 - Aleksey Pavlovitch Hansky[4]
- 1905 - Gaston Millochau[4] (médaille de vermeil)[9]
- 1906 - Annibale Riccò[4]
- 1908 - Pierre Puiseux[4]
- 1910 - William Wallace Campbell[4]
- 1912 - Alfred Perot[4]
- 1914 - René Jarry-Desloges[10]
- 1916 - Charles Fabry[11]
- 1918 - Stanislas Chevalier[12]
- 1920 - William Coblentz[13]
- 1922 - Carl Størmer[14]
- 1924 - George Willis Ritchey[15]
- 1926 - Francisco Miranda da Costa Lobo[12]
- 1928 - William Hammond Wright[16]
- 1930 - Bernard Ferdinand Lyot[12]
- 1932 - Alexandre Dauvillier[12]
- 1934 - Walter Sydney Adams[17]
- 1936 - Henry Norris Russell[18]
- 1938 - Bertil Lindblad[12]
- 1940 - Harlow Shapley[12]
- 1943 - Lucien Henri d'Azambuja[12]
- 1944 - Jean Rösch[12]
- 1946 - Jan Hendrik Oort[12]
- 1949 - Daniel Chalonge[12]
- 1952 - André Couder[12]
- 1955 - Otto Struve[19]
- 1958 - André Lallemand[12]
- 1961 - Pol Swings[20]
- 1964 - Jean-François Denisse[21]
- 1967 - Bengt Strömgren[22]
- 1970 - Gérard Wlérick[23]
- 1973 - Lucienne Divan[24] (médaille de vermeil)[25]
- 1976 - Paul Ledoux[26]
- 1979 - Jean Delhaye[27]
- 1982 - Georges Michaud[28]
- 1994 - Serge Koutchmy[29]
- 1999 - Jean-Marie Mariotti
- 2003 - Gilbert Vedrenne[1]
- 2007 - Bernard Fort[30]
- 2011 - François Mignard[31]
- 2019 - Eric Hosy